# 알파 입자 X선 분광기
알파 입자 X선 분광기(Alpha particle X-ray spectrometer, APXS)는 방사성 물질의 알파 입자와 X선을 시료에 조사한 후 산란된 알파 입자와 형광 X선을 통해 시료의 화학 원소 조성을 분석하는 분광기이다. 샘플의 원소 구성을 분석하는 이 방법은 가벼운 무게, 작은 크기 및 최소한의 전력 소비가 요구되는 우주 임무에 가장 자주 사용된다. 다른 방법(예: 질량 분석법)은 더 빠르고 방사성 물질을 사용할 필요가 없지만 더 큰 전력 요구 사항을 갖춘 더 큰 장비가 필요하다. 변형은 마스 패스파인더 임무와 같이 양성자를 감지하는 알파 양성자 X선 분광계이다.
수년에 걸쳐 APS(X선 분광계 없음) 또는 APXS와 같은 이러한 유형의 장비에 대한 여러 수정 버전이 비행되었습니다: 서베이어 5-7, 마스 패스파인더, 마스 96, 화성 탐사 로버, 포보스, 화성 과학 실험실 및 필레 혜성 착륙선. APS/APXS 장치는 찬드라얀 2호 달 탐사선을 포함하여 향후 여러 임무에 포함될 예정이다.